# Samuel Tickell
Samuel Tickell (Cuttack in India,  19 augustus 1811 –  Cheltenham in het Verenigd Koninkrijk,  20 april 1875) was een Brits Legerofficier, illustrator, taalonderzoeker, vogelkundige. Hij heeft veel bijgedragen aan de kennis over vogels, zoogdieren en vissen van het Indisch subcontinent. 

## Biografie
Samuel Tickell werd geboren in India als zoon van en Britse militair (luitenant generaal Richard Tickell) en Mary Morris. Tussen 1827 en 1829 volgde hij  een opleiding aan de militaire school voor het koloniale leger in Brits-Indië (East India Company Military Seminary in Addiscombe, Groot-London). Hij werd uitgezonden naar Bengalen, werd vervolgens tussen 1833 en 1843 gelegerd in Kathmandu. In 1843 keerde hij terug naar Bengalen. In 1847 bereikte hij de rang van legerkapiteit en werd hij naar Birma uitgezonden. Hij was vooral bezig met het doen van waarnemingen en het verzamelen van diersoorten en droeg daardoor bij aan de kennis over vogels en zoogdieren van het Indisch subcontinent. Hij trouwde in 1844 met Maria Georgiana. In 1865 ging hij met pensioen en woonde daarna eerst korte tijd in Frankrijk en vestigde zich vervolgens op de Kanaaleilanden.

## Nalatenschap
Hij deed ook taalkundig onderzoek in Bengalen en schreef daarover in 1840 twee artikelen. Hij is de soortauteur van 9 vogelsoorten waaronder  Tickells lijster (Turdus unicolor) en nog eens 7 ondersoorten. Na zijn pensionering werkte hij aan een publicatie in zeven delen met zelf gemaakte illustraties over de avifauna van India  (llustrations of Indian Ornithology). Door een oogaandoening raakte hij bijna blind en kon niet verder met dit werk. Hij schonk het onvoltooide werk aan de Zoological Society of London. Dit manuscript en de illustraties werden later  verwerkt in een uitgave in 14 delen over de fauna van India en Birma met aquarellen en tekeningen in inkt gemaakt door Tickell van vogels in het landschap met op de achtergrond beelden van het leven daar. 
- Gemeinsame Normdatei: 1144193206
- Library of Congress Control Number: n88668708
- Nederlandse Thesaurus van Auteursnamen: 409170984
- Virtual International Authority File: 6192149068459365730001